# Geraldus van Aurillac

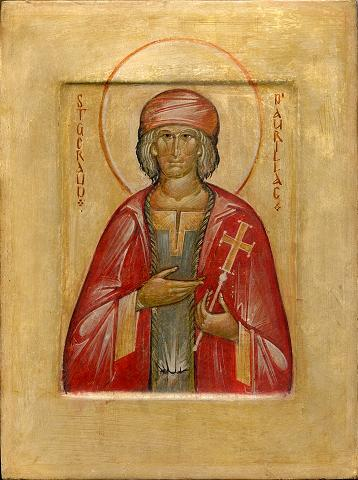
Geraldus van Aurillac

Geraldus van Aurillac (ook Sint Gerald) (855 - Cézeinac en Quercy, 13 oktober 909) was een Franse rooms-katholieke heilige die ook door andere christelijke kerken wordt erkend. Geraldus werd geboren in de Gallo-Romaans adel als de zoon van de graaf van Aurillac en was erfgenaam van deze titel. De details van zijn leven komen hoofdzakelijk uit de geschriften van Sint-Odo van Cluny. Volgens Odo leed Gerald als kind aan diverse ziekten en was hij in zijn latere leven blind.

Hij overwoog serieus om bij een religieuze orde in te treden, maar werd hiervan door Gausbert, de bisschop van Cahors, weerhouden. Deze overtuigde hem dat hij met zijn sociale status als leek meer goed voor de wereld kon doen. Desondanks stelde hij zijn leven in dienst van God, gaf hij zijn bezittingen weg, deed hij een persoonlijke gelofte van kuisheid en bad hij elke dag vroom het brevier.
Op zijn landgoed in Aurillac richtte hij een kerk en een abdij op, waar hij na zijn dood in 909 ook werd begraven. Zijn herdenkingsfeestdag is op 13 oktober. De heilige Geraldus wordt beschouwd als een groot voorbeeld van een toegewijde celibataire Christelijke aristocraat. Hij werd de patroonheilige van graven en vrijgezellen. Wegens zijn slechte gezondheid en blindheid, is hij ook patroonheilige van de visueel en lichamelijk gehandicapten en chronisch zieken geworden. Tevens is hij ook patroonheilige van Auvergne.